# Euproctis drepanoides
Euproctis drepanoides är en fjärilsart som beskrevs av Collenette 1930. Euproctis drepanoides ingår i släktet Euproctis och familjen tofsspinnare. Inga underarter finns listade i Catalogue of Life.